# Upasaka
Upasaka – (w jz. pali - wyznawca) – określenie świeckiego wyznawcy buddyzmu. Żeńska forma w języku pali to upasika. Upasaką zostaje osoba, która dobrowolnie przyjmie schronienie (oficjalnie lub nie oficjalnie) w Tiratana (Trzy Klejnoty) – Buddzie, Dharmie i Sandze.
W buddyzmie theravada upasaka i upasika przestrzegają pięciu przykazań (pañca-sila). W dni świąteczne – uposatha zobowiązują się przestrzegać ośmiu przykazań (attha-sila); podejmują się tego głównie osoby starsze lub pragnące wzmocnić swoją praktykę.
Upasaka i upasika idąc do świątyni ubierają się na biało lub w jasnych kolorach, co ma symbolizować czystość. Obowiązkiem upasaka/ika jest wspierać wspólnotę mnichów.
Opis obowiązków i sposobów postępowania upasaka, Budda dał w kilku suttach. Między innymi w Sigalovada Sutta (DN.16).